# Backenberg
Der Backenberg ist ein 341 m ü. NHN hoher Berg des Weser-Leine-Berglandes bei Güntersen im südniedersächsischen Landkreis Göttingen.

Blick vom Backenberg über Güntersen hinweg ostwärts zum Ossenberg

## Geographie

### Lage
Der Backenberg erhebt sich im Naturpark Münden. Sein Gipfel liegt 2,2 km südsüdöstlich von Eberhausen und 1 km westlich von Güntersen, zwei Ortsteilen von Adelebsen, sowie 1,5 km nördlich von Imbsen und 2 km nordöstlich von Löwenhagen, zwei Ortsteilen von Niemetal.
Nördlich vorbei am bewaldeten Berg fließt der Lamfertbach als Zufluss der östlich verlaufenden Auschnippe und südlich vorbei die vom westlich des Berges fließenden Bach vom Kohlenberg gespeiste Nieme als Zufluss der Weser.

### Naturräumliche Zuordnung
Der Backenberg gehört in der naturräumlichen Haupteinheitengruppe Weser-Leine-Bergland (Nr. 37), in der Haupteinheit Sollingvorland (371) und in der Untereinheit Südliches Solling-Vorland (371.1) zum Naturraum Schedener Rötsenke (371.11).

## Geschichte und Bergbau
Früher wurde auf dem Backenberg Basaltabbau betrieben; in einem aufgelassenen Tagebaurestloch hat sich ein See gebildet.